# Sardò
Sardò è una località in Etiopia, situata nel deserto dei Dancali.

## Storia

La banda irregolare di Beilul

Fu residenza del Sultano dell'Aussa, con il quale il colonnello Antonelli stipulò il 15 marzo 1883 un trattato per la sicurezza delle carovane da Assab allo Scioa.
Fu occupata pacificamente l'11 marzo 1936 dalla "colonna Ruggero-Litta Modignani" composta da 350 mercenari dancali irregolari, comandata dal generale Vittorio Ruggero (che aveva sostituito il sottotenente di cavalleria Gianfranco Litta Modignani) e affiancato dal sergente maggiore Francesco de Martini. La colonna venne rifornita durante la marcia nel deserto della Dancalia per via aerea; lo stesso giorno atterrarono a Sardò 12 aerei. La marcia, lunga 350 km e partita il precedente 19 gennaio da Beilul, fu esaltata dalla stampa italiana dell'epoca e considerata una vera impresa eroica. Nelle successive settimane numerosi voli trasportarono a Sardò altri 265 ascari di rinforzo all'avamposto italiano, divenuta una base strategica dell'Aeronautica militae italiana per compiere missioni sull'altopiano tra Addis Abeba e Dessiè, colpendo anche la ferrovia francese tra la capitale etiope e Gibuti.
Nonostante il clima e a temperatura altissima, Sardò fu centro cospicuo d rifornimenti durante la costruzione della strada che conduce a Dessiè.
Nel 1974 venne istituita su un'area di 6503 km² l'oasi faunistica di Millè-Sardò per la protezione degli ultimi esemplari di asino selvatico della Somalia, specie un tempo diffusa in tutto il Corno d'Africa, ma poi diminuita drasticamente dall'inizio degli anni 1970; la popolazione rimanente è stimata tra i 70 e i 600 individui.